# Halcones de Querétaro

Vereinslogo

Halcones de Querétaro (dt. Falken von Querétaro) ist ein ehemaliger mexikanischer Fußballverein aus der Stadt Querétaro im gleichnamigen Bundesstaat.

## Geschichte
In einer Zeit, in der die zwischen 1980 und 1994 mit insgesamt drei Vereinen (den Atletas Campesinos von 1980 bis 1982, den Cobras in der Saison 1986/87 und dem Querétaro Fútbol Club von 1990 bis 1994) in der ersten Liga vertretene Stadt Querétaro seit dem Rückzug von UAQ am Ende der Saison 1994/95 aus der  Primera División 'A' nicht einmal mehr in der zweiten Liga vertreten war, wurde mit den „Halcones“ ein neues  Franchise ins Leben gerufen, das aufgrund der Erweiterung der Primera División 'A' von 17 auf 21 Teams im Sommer 1997 neu in die Liga aufgenommen wurde. Die anderen drei neu aufgenommenen Teams waren der CF Cuautitlán, die Jaguares de Colima und Unión de Curtidores.
Die Halcones verbrachten zwischen 1997 und 2001 insgesamt vier Jahre bzw. acht halbjährlich ausgetragene Spielzeiten in der zweiten Liga. Der Mannschaft gelang es zu keiner Zeit, sich für die Meisterschaftsendrunde zu qualifizieren und sie wäre bereits nach drei Jahren abgestiegen, rettete sich ihren Platz in der Liga aber durch den Erwerb der Lizenz der Jaguares de Colima. Doch die Leistungen blieben unverändert und so ereilte sie bereits ein Jahr später der erneute Abstieg, der diesmal auch in der Praxis nicht zu verhindern war. Zur selben Zeit erwarb der zuletzt darbende Traditionsverein Querétaro FC von Atlético Yucatán die Zweitligalizenz, stieg in der Saison 2001/02 in die Primera División 'A' ein und kehrte ein Jahr später (ebenfalls durch einen Lizenzerwerb) in die erste Liga zurück. Die Rückkehr der in der Stadt überaus beliebten Gallos Blancos auf die große Fußballbühne machte die Halcones letztendlich überflüssig, so dass sie ihren Spielbetrieb einstellten.

## Bekannte Spieler
Der bekannteste Spieler der Halcones war der WM-Teilnehmer 2006, José Antonio Castro.